# Phare d'Águilas
Le Phare d'Águilas est un phare situé dans le port d'Águilas, au pied du Chateau de San Juan de las Águilas, dans la région de Murcie en Espagne.
Il est géré par l'autorité portuaire de Carthagène .

## Histoire
Le premier phare était une tour octogonale de 8 m de haut qui est entré en service le 30 août de 1860. Il a été électrifié en 1922 et a subi plusieurs modifications et travaux d'amélioration pour réparer les dommages causés par les tempêtes en 1927, 1928 et 1953. Il a finalement été démolie pour faire place au phare actuel, qui a débuté ses activités en l'année 1973.
Le phare actuel est une tour cylindrique de 23 m de haut, avec galerie double et lanterne, et galerie double, peinte en blanc avec trois bandes horizontales noires. Le phare est attenant à une maison carrée de deux étages servant de bâtiment d'administration. Il est érigé sur Punta Negra, à l'entrée ouest du port.
Identifiant : ARLHS : SPA246 ; ES-22900 - Amirauté : E0114 - NGA : 4524.
|                 |
| Phare d'Aguilas |